# Xiphophorus alvarezi
Xiphophorus alvarezi är en fiskart som beskrevs av Rosen, 1960. Xiphophorus alvarezi ingår i släktet Xiphophorus och familjen Poeciliidae. Inga underarter finns listade i Catalogue of Life.